# Xie Lijun
Xie Lijun (chinesisch 谢立军) ist eine chinesische Fußballschiedsrichterassistentin.
Seit 2019 steht sie auf der Liste der FIFA-Schiedsrichter und leitet internationale Fußballpartien.
Xie Lijun war als Schiedsrichterassistentin von Oh Hyeon-jeong bei der U-17-Weltmeisterschaft 2022 in Indien im Einsatz, bei der das Gespann ein Gruppenspiel und ein Viertelfinale leitete.
Im Januar 2023 wurde Xie Lijun für die Weltmeisterschaft 2023 in Australien und Neuseeland nominiert.